# Berlengas

Archipelag Berlengas

Berlengas – archipelag małych wysepek na Oceanie Atlantyckim, położonych w odległości 10 do 15 km od portugalskiego wybrzeża, na wysokości miasta Peniche. Archipelag składa się z trzech grup wysp: 
- Berlenga Grande – wraz z pobliskimi wysepkami
- Estelas
- Farilhões

Na największej wyspie archipelagu (Berlenga Grande) znajduje się twierdza i latarnia morska.
Obecnie na archipelagu nie ma stałych mieszkańców. Twierdza jest częściowo przekształcona w kurort wypoczynkowy. Od kiedy archipelag został objęty rezerwatem przyrody (z uwagi na występującą tu lokalną faunę, przede wszystkim ptaki morskie), odwiedzany jest głównie przez naukowców, a latem także przez niewielką liczbę turystów.

## Latarnia morska

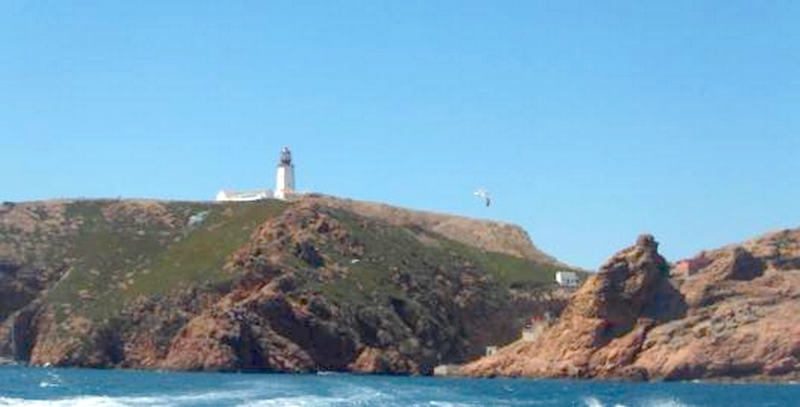
Latarnia Duque de Bragança

Latarnia morska na wyspie Berlenga Grande została wybudowana w 1841 roku i nosi nazwę Duque de Bragança (Książę Bragança). 
Korzysta z energii słonecznej przetwarzanej w ciągu dnia przez kilka ogniw słonecznych. Jej światło jest widoczne w promieniu około 50 km.

## Twierdza Berlengas

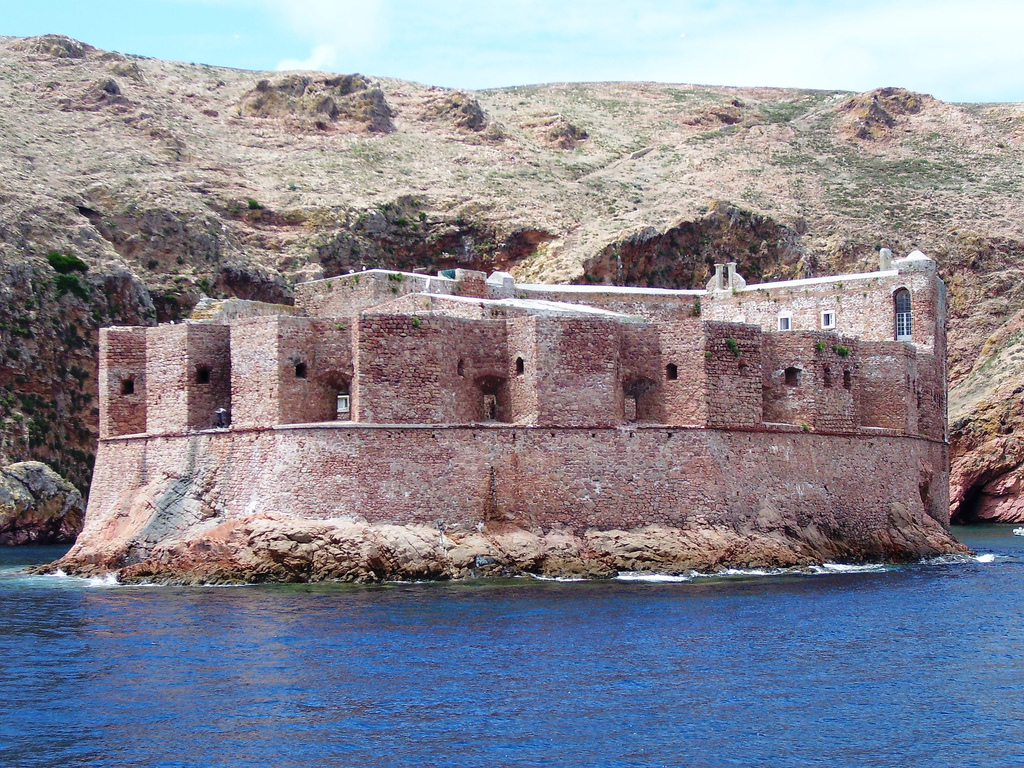
Twierdza św. Jana Chrzciciela

Na wyspie Berlenga Grande, w czasie panowania Jana IV (1640–1656) powstała twierdza im. św. Jana Chrzciciela (port. Forte de São João Baptista das Berlengas) na planie nieregularnego wielokąta. Została opuszczona w połowie XIX wieku.

## Berlengas w kulturze popularnej
Wyspy Berlengas są głównym tematem portugalskiego filmu komediowego z 1978 roku pt. "O Rei das Berlengas" (Król Berlengas) w reżyserii Artura Semedo. Główny bohater filmu, grany przez Mário Viegasa, ogłasza się królem archipelagu i toczy walkę o niepodległość z Portugalią.